# Aino

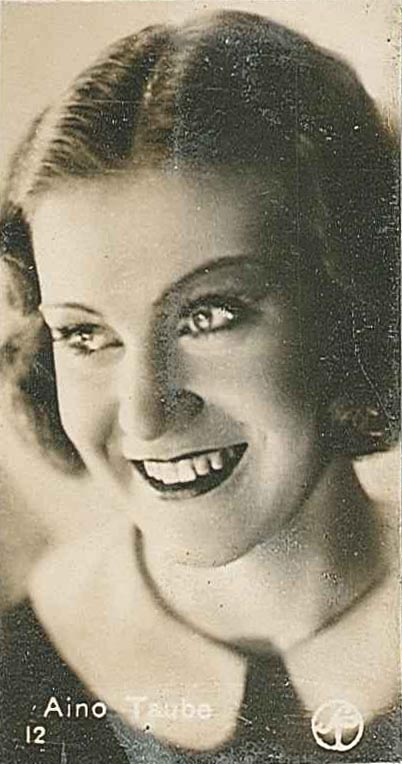
Aino Taube

Aino är ett kvinnonamn med finskt ursprung. Namnet betyder 'den enda' och är skapat av Elias Lönnrot, författaren av det finska nationaleposet Kalevala (1849). Aino var karaktären Joukahainens enda syster, därav namnet (finska: ainoa).
Aino var det mest frekventa kvinnonamnet i Finland under perioden 1870-1991. Det äldsta belägget i Sverige är från år 1879, men det var först under 1930- och 40-talen som namnet blev vanligt, kanske på grund av den populära skådespelaren Aino Taube.
Den 31 december 2017 fanns det totalt 1 958 kvinnor folkbokförda i Sverige med namnet Aino, varav 1 010 bar det som tilltalsnamn.
Namnsdag i Sverige: 13 juni. I den finlandssvenska namnsdagslängden har Aino namnsdag 10 maj sedan starten 1929, då en egen namnsdagskalender togs i bruk för finlandssvenskar, tillsammans med Aina.

## Personer med namnet Aino
- Aino Aalto, finsk arkitekt och formgivare, gift med Alvar Aalto
- Aino Ackté, finsk operasångerska
- Aino Elenius, finländsk operasångerska
- Aino Kallas, finsk författare
- Aino Räsänen, finsk författare
- Aino-Kaisa Saarinen, finsk skidåkare
- Aino Schärlund-Gille, svensk barnskådespelerska
- Aino Seppo, finsk skådespelerska
- Aino Sibelius, hustru till den finländske tonsättaren  Jean Sibelius
- Aino Taube, svensk skådespelerska
- Aino Trosell, svensk författare